# 1984 w sztukach plastycznych
Wydarzenia w sztukach plastycznych i wizualnych w 1984 roku.

## Wydarzenia
- W Łodzi powstały: Galeria Wschodnia oraz Galeria 86[1].

## Malarstwo
- Ryszard Woźniak

Ćwicz oko i dłonie w ojczyzny obronie – akryl, papier
- Jarosław Modzelewski, Marek Sobczyk

Das Gebiet des Deutsches Pfarrer oder Bleistift Probe – tempera, papier, 292x288 cm
- Keith Haring

Bez tytułu (Untitled) (24 marca) – akryl na winylu, 244x366 cm
Drzewo życia – akryl i olej na płótnie, 300x370 cm

## Plakat
- Jan Młodożeniec

plakat do filmu Kobieta w kapeluszu – format B1
- Franciszek Starowieyski

plakat do sztuki teatralnej Dziady – format A1

## Wideo
- Zbigniew Libera

Perseweracja mistyczna – VHS, 49 min. 11 s.
Obrzędy intymne – VHS, 11 min. 42 s.
- Zbigniew Warpechowski

Marsz –  9 min., w kolekcji Muzeum Sztuki Nowoczesnej w Warszawie

## Nagrody
- Nagroda im. Jana Cybisa – Jerzy Tchórzewski
- Nagroda Turnera – Malcolm Morley[11]
- World Press Photo – Mustafa Bozdemir[12]
- 9-10. Międzynarodowe Biennale Plakatu[13]

Złoty medal w kategorii plakatów ideowych – Frieder Grindler
Złoty medal w kategorii plakatów promujących kulturę – Wiktor Sadowski

## Urodzeni
- 3 września - Ewa Juszkiewicz, polska malarka
- Agnieszka Grodzińska, polska artystka realizująca instalacje, prace malarskie i rysunkowe

## Zmarli
- Paweł Wróbel (ur. 1913), polski malarz amator
- Czesław Kowalski-Wierusz (ur. 1882), polski malarz
- Georges Spiro (ur. 1909), francuski malarz
- 1 stycznia – Edward Sutor (ur. 1917), polski rzeźbiarz
- 15 marca – Witold Chomicz (ur. 1910), polski malarz, grafik
- 28 marca – Czesław Lenczowski (ur. 1905), polski malarz
- 29 sierpnia – Marian Rojewski (ur. 1921), polski grafik
- 28 października – Stefan Żechowski (ur. 1912), polski rysownik, ilustrator, malarz
- 2 grudnia – Marian Eile (ur. 1910), polski malarz, scenograf